# Марк Лициний Рузон
Марк Лициний Рузон (на латински: Marcus Licinius Ruso) е политик и сенатор на Римската империя през края на 1 и началото на 2 век.
Произлиза от фамилията Лицинии. През 112 г. той е суфектконсул на мястото на император Траян заедно с редовния консул Тит Секстий Корнелий Африкан.